# Vernon Young
Vernon Robert Young (ur. 15 listopada 1938 roku w Rhyl, w Walii, zm. 30 marca 2004 w Wellesley, Massachusetts) – brytyjski biochemik.
Profesor Massachusetts Institute of Technology, autor ponad 600 prac naukowych i laureat wielu nagród; prowadził badania nad białkami i ich wpływem na organizm człowieka. Zwracając uwagę na ważną rolę białek wskazał kierunek wielu istotnych badań dietetycznych.